# Lugros
Lugros egy község Spanyolországban, Granada tartományban. Lugros Güéjar Sierra, La Peza, Cortes y Graena, Polícar, Beas de Guadix, Guadix, Cogollos de Guadix és Jérez del Marquesado községekkel határos. Lakosainak száma 308 fő (2024).

## Népesség
A település népessége az elmúlt években az alábbi módon változott:
| Lakosok száma | 401  | 370  | 367  | 367  | 342  | 328  | 327  | 323  | 311  | 308  |
|               | 2001 | 2004 | 2006 | 2009 | 2011 | 2014 | 2016 | 2019 | 2021 | 2024 |